# ウィリアム・カー (第3代ロジアン侯爵)
第3代ロジアン侯爵ウィリアム・カー（英語: William Kerr, 3rd Marquess of Lothian KT、1690年頃 – 1767年7月28日）は、スコットランドの貴族。1692年から1703年までMaster of Jedburghの儀礼称号を、1703年から1722年までジェドバラ卿の儀礼称号を使用した。

## 生涯
第2代ロジアン侯爵ウィリアム・カーとジーン・キャンベル（Jean Campbell、1712年7月31日没、第9代アーガイル伯爵アーチボルド・キャンベルの娘）の息子として、1690年頃に生まれた。青年期にはジェドバラ卿の儀礼称号を使用したが、1712年にスコットランド貴族代表議員選挙で投票したことから、儀礼称号だけでなく実際に称号を保有したともされる。
1722年2月28日に父が死去すると、ロジアン侯爵の爵位を継承した。その後、1731年から1761年までスコットランド貴族代表議員を、1732年から1738年までスコットランド教会総会への勅使を、1739年から1756年まで選挙名簿管理長官を務め、1734年にはシッスル勲章を授与された。
1767年7月28日にエディンバラのロジアン・ハウスで死去、長男ウィリアム・ヘンリーが爵位を継承した。

## 家族
1710年頃、マーガレット・ニコルソン（Margaret Nicolson、1759年9月30日没、初代準男爵サー・トマス・ニコルソンの娘）と結婚、下記の子女を儲けた。
- ウィリアム・ヘンリー（英語版）（1710年 – 1775年） - 第4代ロジアン侯爵、子供あり
- ロバート（英語版）（1746年4月16日没） - 陸軍軍人、カロデンの戦いで戦死[1][2]
- ジェーン - 早世

1760年10月1日、ジーン・ジャネット・カー（Jean Janet Kerr、1711年頃 – 1787年12月26日、叔父チャールズの娘）と再婚したが、2人の間に子供はいなかった。